# گرگ الکساندر
گرِگ الکساندر (انگلیسی: Gregg Alexander؛ زادهٔ ۴ مهٔ ۱۹۷۰) یک موسیقی‌دان اهل ایالات متحده آمریکا است. وی از سال ۱۹۸۹ میلادی تاکنون مشغول فعالیت بوده‌است.